# Кантакузин-Сперанский, Михаил Михайлович
Князь Михаи́л Миха́йлович Кантаку́зин, граф Сперанский (29 апреля (11 мая) 1875, Одесса — 15 марта 1955, Сарасота) — русский генерал, герой Первой мировой войны, командир Кирасирского Его Величества лейб-гвардии полка.

## Биография
Сын тайного советника князя Михаила Родионовича, праправнук известного государственного деятеля александровской эпохи графа Михаила Михайловича Сперанского.
Воспитывался в Александровском лицее, откуда в 1893 году перешёл юнкером в Николаевское кавалерийское училище. Окончив последнее по 1-му разряду, 12 августа 1895 года выпущен был корнетом в Кавалергардский полк.
Чины: поручик (1899), штабс-ротмистр (1903), ротмистр (1907), полковник (1911), генерал-майор с зачислением в Свиту (1915).
В 1897 году был причислен к посольству в Риме, в 1899 году прибыл из командировки. В 1902 году назначался состоять при свите итальянского короля Виктора Эммануила III и при германском наследном принце Вильгельме во время их пребывания в России. С 1903 года вновь служил в Кавалергардском полку: был полковым квартирмейстером, командовал эскадроном. В 1907—1915 годах состоял адъютантом великого князя Николая Николаевича как главнокомандующего войсками Петербургского военного округа. В 1912 году окончил Офицерскую кавалерийскую школу.
С началом Первой мировой войны вернулся в свой полк, участвовал в походе в Восточную Пруссию. Пожалован Георгиевским оружием
За то, что, командуя в бою 6-го августа цепью, удачными действиями заставил противника отступить, при чем тяжело раненый в живот, оставался до конца боя в строю, когда, истекая кровью, был принесен на перевязочный пункт, где лишился сознания.
По выздоровлении 29 июля 1915 года назначен командующим лейб-гвардии Кирасирским Его Величества полком. 21 ноября 1915 года произведен в генерал-майоры с зачислением в Свиту. В 1917 году командовал 2-й бригадой 1-й гвардейской кавалерийской дивизии. В апреле 1917 года был зачислен в резерв чинов гвардейской кавалерии.
После Октябрьской революции эмигрировал в США. Жил в Вашингтоне, затем переехал в Сарасоту, штат Флорида. Занимался предпринимательством и банковским делом, состоял почетным председателем объединения лейб-гвардии Кирасирского Его Величества полка. Умер 15 марта 1955 года в Сарасоте.

## Награды
- Орден Святого Станислава 3-й ст. (1906)
- Орден Святой Анны 3-й ст. (1909)
- Орден Святого Станислава 2-й ст. (ВП 27.07.1912)
- Орден Святой Анны 2-й ст. (ВП 29.01.1914)
- Георгиевское оружие (ВП 13.10.1914)
- Орден Святого Владимира 4-й ст. (19.01.1915)

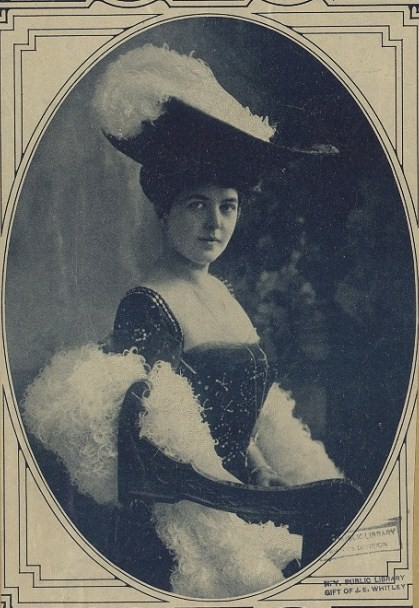
Юлия Кантакузина

## Семья
С 1899 года был женат на Юлии Грант (1876—1975), внучке президента США Улисса Гранта. Познакомился с ней во время своей дипломатической службы в Италии. Свадьба состоялась в Ньюпорте, в 1934 году брак был расторгнут. Их дети:
- Михаил (1900—1972), крупный предприниматель.
- Варвара (1904—1988), в замужестве Смит, затем — Сиберн.
- Зинаида (1908—1980), вышла замуж за сэра Джона Колдбрука Хэнбери-Уильямса, сын генерал-майора сэра Джона Хэнбери-Уильямса.